# James Paget
James Paget (Great Yarmouth, 11 gennaio 1814 – Londra, 30 dicembre 1899) è stato un chirurgo e patologo inglese (pronuncia: /ˈpædʒət/ la pronuncia fa rima con "gadget"), che viene ricordato soprattutto per i suoi studi sul morbo di Paget.
Inoltre è considerato, assieme a Rudolf Virchow, come uno dei fondatori della patologia medica scientifica.

## Biografia
Paget nacque presso Great Yarmouth, in Inghilterra l'11 gennaio 1814. La sua famiglia apparteneva alle classi sociali alte, benestanti e colte, dato che il padre era un armatore ed il fratello Sir George Paget (1809-1892), divenne professore regio di fisica alla Università di Cambridge nel 1872.
Frequentò la scuola di Yarmouth, ma era stato predestinato a imbarcarsi per seguire la carriera navale, mentre lui, invece avrebbe voluto proseguire gli studi.

Così, quando all'età di sedici anni, iniziò la pratica come apprendista, utilizzò le ore di tempo libero a disposizione per effettuare studi botanici. Alla fine del previsto periodo di formazione lavorativa, assieme a suo fratello, pubblicò un pregevole libro sulla sua grande collezione di flora locale, intitolato Sketch of the Natural History of Yarmouth and its Neighbourhood.
Nel 1834 entrò come studente al St Bartholomew's Hospital, a Londra, e nel giro di due anni si distinse per la scoperta della patologia della trichinellosi che è una zoonosi parassitaria causata dalla specie Trichinella spiralis, appartenente al genere Trichinella.
Nel 1836 ottenne la qualifica e nei sette anni seguenti lavorò in condizioni economiche disagevoli, dato che il padre, nel frattempo, ebbe grosse difficoltà economiche.
Quindi Paget, a quel punto, intraprese parallelamente anche la carriera di giornalista per conto di riviste mediche, e di collaboratore con vari musei.
Negli anni seguenti assunse il ruolo di insegnante di medicina e di fisiologia, nel 1851 fu nominato membro della Royal Society, e nel 1853 raccolse nel libro Lectures on Surgical Pathology, i suoi lavori e i suoi studi.
Nel 1854 venne nominato vice archiatra della regina Vittoria e dopo poco tempo anche medico personale del principe del Galles.
Da quel momento divenne uno dei più noti fisiologi e patologi inglesi.
Fu padre di Stephen Paget (1855-1926), anch'egli medico e ricercatore.

## Lavori
Nella patologia, il suo lavoro fu molto apprezzato e grazie ai suoi incessanti studi e lavori al microscopio, del cui utilizzo fu uno dei pionieri, gettò le basi per la moderna patologia e batteriologia, soprattutto per la patologia dei tumori.
Esercitò per molti anni come chirurgo, in particolar modo nell'oncologia e nelle malattie articolari.
Fu un ottimo oratore e divulgatore di tematiche scientifiche e si occupò anche di casi di criminologia.
Viene ricordato anche per le sue ricerche sulla malattia di Paget del capezzolo, un tumore duttale infiltrante della mammella.
Le sue ricerche sulla osteite deformante (nota come morbo di Paget) furono coronate dal raggiungimento di una precisa descrizione eziologica e patologica del morbo: infatti,
secondo Paget, la malattia insorgeva dalla media età in avanti, progrediva lentamente, e talvolta per un lungo periodo non incideva sulla salute generale del paziente, tranne che per la mutazione nella forma e nelle dimensioni delle ossa interessate.
I suoi lavori più importanti sono raccolti nei libri Lectures on Tumours (1851) e Lectures on Surgical Pathology (1853) e nei brevi scritti Clinical Lectures and Essays (1st ed. 1875) and Studies of Old Case-books (1891).

## Titoli
- Nel 1851 diviene membro della Royal Society.
- Nel 1871 ottiene il titolo di baronetto.
- Nel 1875 diviene presidente della Università reale della chirurgia.
- Nel 1877 viene nominato Hunterian curator
- Nel 1881 viene proclamato presidente del congresso medico internazionale tenuto a Londra.
- Nel 1883 dopo la morte di sir George Jessel, viene nominato vicepresidente della Università di Londra.
- Nel 1889 infine, l'anno della sua morte, viene nominato membro della Commissione reale sulle vaccinazioni.